# Pinacoteca civica di Reggio Calabria

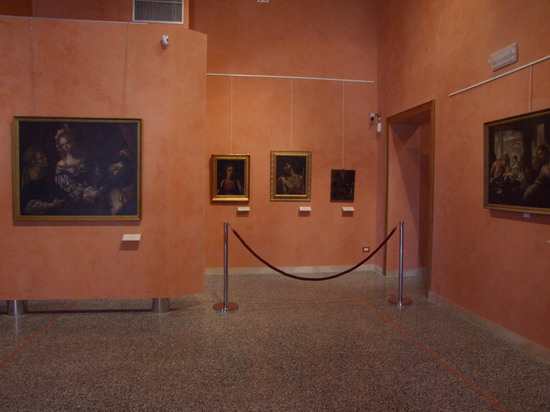
Alcune opere esposte.

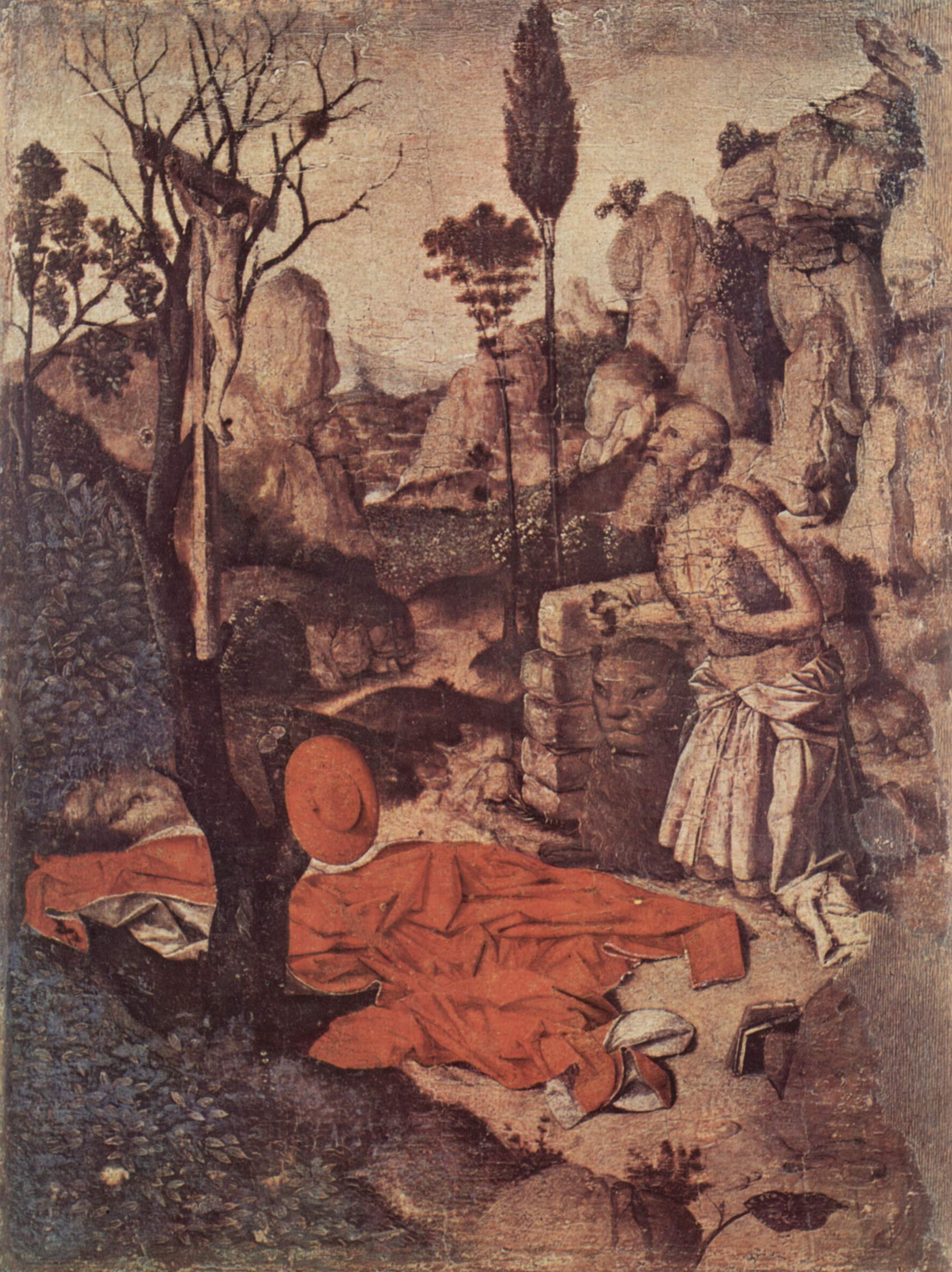
Antonello da Messina, San Girolamo penitente nel deserto.

La Pinacoteca civica di Reggio Calabria ha sede presso il Teatro Francesco Cilea. Espone quadri e tele di particolare rilevanza tra i quali spiccano le tavolette dipinte da Antonello da Messina, opere di Mattia Preti, Giuseppe Benassai e Renato Guttuso; mentre una sezione scultorea è dedicata a busti marmorei ed alle sculture classiche.
Demandata ad esporre le raccolte di proprietà del Comune sparse in altri musei ed uffici (tra cui le opere custodite presso il Museo Nazionale della Magna Grecia, presso Palazzo San Giorgio e presso la Biblioteca Pietro De Nava), la Pinacoteca è stata inaugurata dal presidente della Camera Gianfranco Fini il 26 maggio 2008. Il progetto di restauro e di allestimento museale è stato curato dal Prof. Arch. Fabio Mariano.

## Opere pittoriche
Tra le opere provenienti dal Museo Nazionale vi sono due dipinti su tavola, provenienti da due contesti differenti, opere di Antonello da Messina eseguite probabilmente fra 1460 e 1465. Le tavolette, acquisite tra 1890 e 1891 dalla collezione del nobile reggino Giovan Battista Rota, sono state restaurate nel 2020.
La prima tavoletta di 40 x 30 cm raffigura San Girolamo in penitenza e si vede il santo durante l'eremitaggio che si percuote il petto con un sasso mentre sta inginocchiato davanti ad un Crocifisso. Accanto a lui vi è il leone che, toltagli la spina della zampa, è divenuto suo amico. Davanti, le vesti purpuree e il cappello ricordano la dignità di cardinale abbandonata dal Santo il quale ha scelto di vivere la propria vita in penitenza.
La seconda tavoletta di 21 x 29 cm rappresenta I tre angeli apparsi ad Abramo. Nella parte destra avrebbe dovuto raffigurare Abramo, ma tale parte della tavola è stata mutilata. Si vedono i tre angeli collocati in un tipico paesaggio italiano - descritto minuziosamente alla maniera dei fiamminghi - invece che nel querceto descritto nella Genesi. È il momento in cui ad Abramo viene annunciato che, non nonostante l'età quasi centenaria di lui e della moglie Sara, avrà un figlio.
Tra i diversi altri dipinti, attira l'attenzione una grande tela di 216 x 231 cm, datata 1656, il Ritorno del figliol prodigo, opera del "cavaliere calabrese" Mattia Preti, tra i più grandi pittori del seicento italiano. Il tema raffigurato è un celebre passo dal vangelo di San Luca, che il pittore dipinse più volte poiché più volte richiesto dalla sua committenza. Nella tela esposta a Reggio la composizione è diagonale, in maniera tale che gli sguardi tra il vecchio padre ed il figlio si incontrino, il momento è messo in risalto da una luce argentea quasi lunare. La tela ha un notevole effetto di chiaroscuro che evidenzia fortemente i singoli personaggi, ma soprattutto il servo sulla sinistra che per festeggiare il ritorno del giovane conduce il vitello grasso, e la bella figura femminile vista di spalle sulla destra.

Sono inoltre presenti tele di pittori calabresi dell''800 e di pittori di Scuola napoletana; fra queste un'opera attribuita a Luca Giordano raffigurante Cristo e l'Adultera.
Tra le opere provenienti da Palazzo San Giorgio vi sono 250 dipinti di artisti del periodo compreso tra la prima meta dell'800 e la prima metà del '900, tra i quali vi sono artisti calabresi, prevalentemente del territorio reggino, ma anche non calabresi.

Molte delle opere sono di scuola napoletana (presso la quale si formarono gli artisti calabresi di questo periodo), indirizzata alla fine del XIX secolo verso il Verismo; alcune provengono dalla Biennale Calabrese d'Arte, che permise a Guttuso, Omiccioli, Milesi e Brancaccio di stabilire un legame con la città; altre ancora provengono dall'Accademia di Belle Arti.
Tra i pittori calabresi: Vincenzo Cannizzaro (1742), Ignazio Lavagna Fieschi (1814), Raffaele Ursini (1851), Enrico Salfi (1857), Annunziato Vitrioli (1830), Domenico Augimeri (1834), Tommaso Vitrioli (1857), Vincenzo Jerace (1862), Rubens Santoro (1859), Antonio Cannata (1895), Ugo Ortona (1889), Fabòn (1912), Enzo Benedetto (1905), Nunzio Bava (1906) e Alberto Bonfa (1910).
Tra gli scultori calabresi: Francesco Jerace (1853), Saverio Gatto (1877), Alessandro Monteleone (1958), Concesso Barca (1877), Pasquale Panetta (1913) e Nino Zucco (1910).
Tra i pittori non calabresi: Giovanni Brancaccio (1903), Renato Guttuso (1912), Giovanni Omiccioli (1901), Beppe Guzzi (1902), Giuseppe Milesi (1915), Giampiero Restellini (1895) e Manlio Giarrizzo (1896-1957).
Tra gli scultori non calabresi: Vincenzo Vela (1820) e Celestino Petrone (1904).

## Opere scultoree

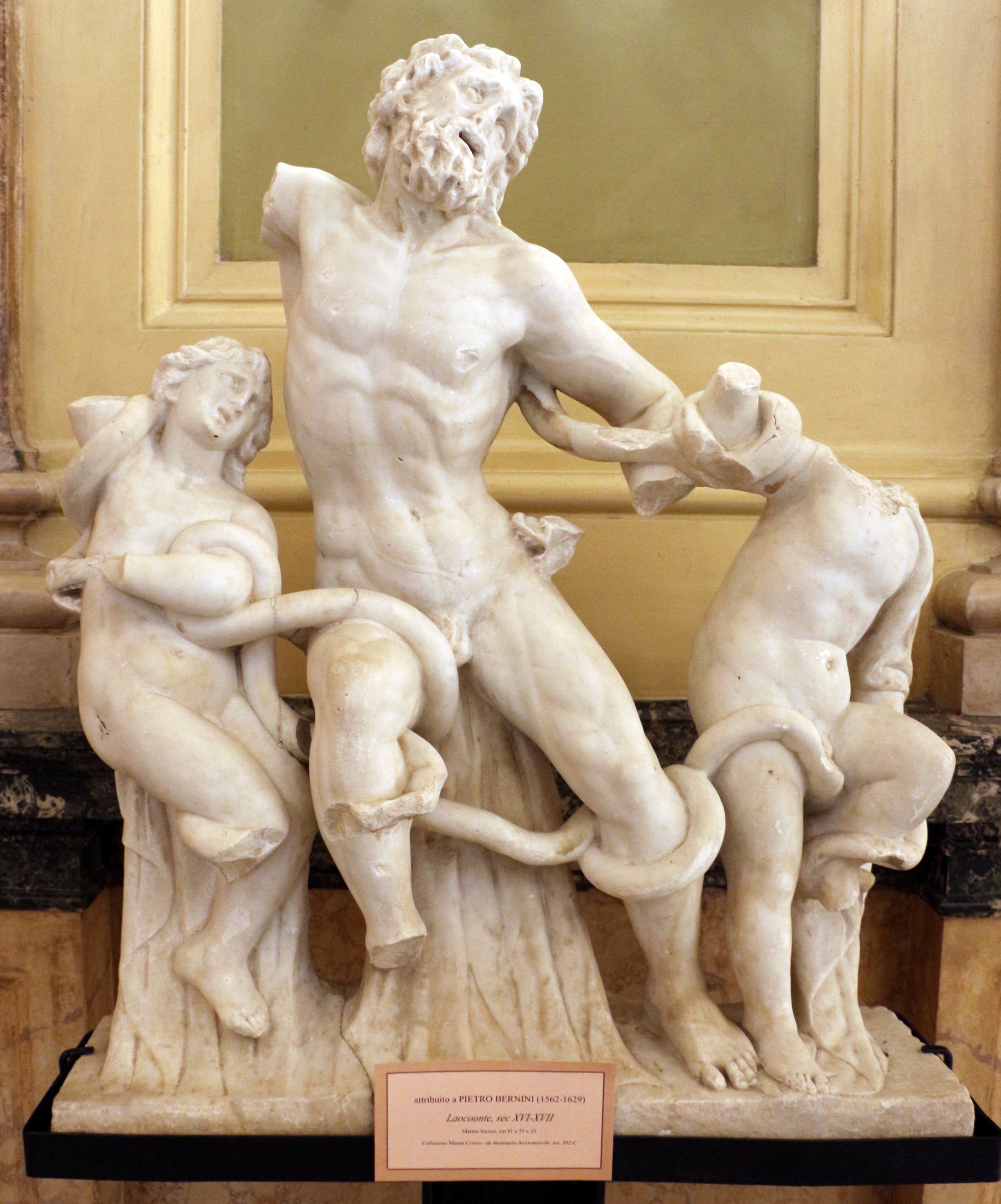
Il Laocoonte attribuito a Pietro Bernini.

Tra le sculture, oltre a numerosi busti marmorei come il magnifico ritratto di Nosside, opera di Francesco Jerace, è da menzionare il Laocoonte attribuito a Pietro Bernini, ritrovato presso l'antico seminario arcivescovile. Si tratta di una statua in marmo di dimensioni ridotte rispetto alla famosa scultura custodita ai musei Vaticani di Roma.